# Testa d'Uovo
Testa d'Uovo (Egghead), il cui vero nome è Elihas Starr, è un personaggio dei fumetti, creato da Stan Lee (testi) e Jack Kirby (disegni), pubblicato dalla Marvel Comics. La sua prima apparizione è in Tales to Astonish (vol. 1) n. 38 (dicembre 1962).
È l'arcinemico per antonomasia di Ant-Man.

## Biografia del personaggio
Elihas Starr detto in seguito Testa d'Uovo è un famosissimo ricercatore per il governo degli Stati Uniti, uno scienziato brillante ma dall'aspetto ridicolo secondo solo ad Henry Pym, ha la testa sproporzionatamente grande e, ovviamente, a forma d'uovo ed è un acerrimo nemico del primo Ant-Man, supereroe della Marvel Comics creato da Stan Lee (testi) e Jack Kirby.

### La storia
Elihas venne scoperto mentre spacciava materiale atomico con il fine di commercializzarlo e per questo fu espulso dal programma militare. Da quel giorno si diede al crimine con il nickname di Testa d'Uovo (Egghead). Assoldato da diversi mafiosi, viene incaricato di uccidere Ant-Man. Testa d'Uovo, studiando le formiche, riesce a ricreare l'elmetto cibernetico di Pym, mettendosi così in contatto con le formiche. Convinto che siano sottomesse ad Ant-Man cerca di istigarle al tradimento nei confronti dell'uomo formica promettendo loro di liberarle. Il piano non ha successo perché le formiche, prive di emozioni umane, riferiscono tutto ad Ant-Man che sconfigge il criminale. In altre occasioni, Testa d'Uovo ha continuato a lottare contro il suo nemico, rapendo alcune volte la compagna Wasp o utilizzando il suo equipaggiamento d'alta tecnologia, ma senza però avere successo. Ant-Man infatti, grazie all'aiuto della sua spalla Wasp è riuscito a contrastare ogni suo attacco. Un'altra nemesi del personaggio è il vendicatore Occhio di Falco, poi divenuto Golia, il cui fratello è stato assassinato proprio da Starr. Elihas è stato anche il capogruppo di un team chiamato 'gli emissari del male', composto da Rhino, Porcospino, Power Man e tanti altri superesseri. Intenzionato a sconfiggere i Difensori e gli Alpha Flight, ha sempre fallito.
Dopo aver abbandonato i suoi Emissari del Male, Testa d'Uovo lotta contro Henry Pym, divenuto ancora una volta Ant-Man, con l'intento di fare esperimenti su sua nipote, Trish Starr. Trish è stata però salvata dall'eroe, anche se, grazie agli esperimenti condotti da Elihas ci rimise un braccio. Ormai persa la sua sanità mentale, Testa d'Uovo decide di rivoltare Pym contro i Vendicatori, sfruttando la nevrosi dell'eroe per renderlo un criminale agli occhi dei suoi amici e facendogli così perdere anche la moglie, Wasp. Il manigoldo riesce infatti a rapire Trish e costringere Calabrone a rubare dell'adamantio in cambio della vita della nipote. Hank Pym è dunque costretto a lottare contro i Vendicatori, ma viene sconfitto e Trish, indotta al lavaggio del cervello di Testa d'Uovo, non testimonia per Pym, il quale viene imprigionato. Starr, non contento, forma una squadra, i Signori del Male, con alcuni vecchi nemici di Pym e lo fa evadere di prigione, facendo credere ai suoi compagni Vendicatori che Hank Pym sia un loro membro. Con l'intento di sfruttare l'intelletto di Calabrone per il crimine, Starr viene tuttavia imbrogliato dalla sua arcinemesi e sconfitto, assieme al suo gruppo di Signori del Male. Durante la battaglia finale, Elihas viene colpito da una freccia di Occhio di Falco e ucciso. Dopo aver capito il piano di Testa d'Uovo, i Vendicatori scagionano Pym, che abbandona le sue identità da supereroe e la sua ex moglie.

### Ritorno
Testa d'Uovo si è rivelato essere ancora vivo tempo dopo, grazie ad un suo siero di rigenerazione creato poco prima della sua morte. Ha affrontato la sua nemesi Hank Pym un'altra volta, utilizzando gli I.A.vengers (inventati in passato dalla sua stessa nemesi) e servendosi della brillante mente del giovane Raz Malhotra, un esperto in campo di intelligenze artificiali che perse il suo lavoro per colpa di Henry Pym e Ultron. Tuttavia, Starr viene sconfitto grazie anche all'intromissione del secondo Ant-Man, Scott Lang.
Ritorna poco tempo dopo, entrando nello staff delle Cross Technological Enterprises di Darren Cross, aiutando quest'ultimo ad entrare nel laboratorio di Hank Pym situato nell'elmetto da Ant-Man di Scott Lang, facendolo diventare il nuovo Calabrone.

## Altri media

### Cinema
- Testa d'Uovo compare nel film d'animazione anime Avengers Confidential: La Vedova Nera & Punisher (2014), dove è sensibilmente diverso dalla sua controparte a fumetti: oltre ad essere più giovane, in questa versione è uno scienziato dello S.H.I.E.L.D impiegato in una relazione con la bellissima agente Natasha Romanoff (Vedova Nera), salvo poi per tradire l'organizzazione e diventare il soldato rosso, ma durante la battaglia finale contro Orion si sacrifica la sua vita di salvare la donna, mentre gli viene saltato di mezzo e colpito fatalmente dal malvagio supercriminale, morendo alla fine tra le braccia disperate della Vedova Nera.
- Elihas Starr, interpretato da Michael Cerveris, compare anche in cameo nel film del Marvel Cinematic Universe Ant-Man and the Wasp (2018), è il padre di Ava, alias Ghost.

### Televisione
- Testa d'Uovo è apparso nelle serie animate I Vendicatori, Super Hero Squad Show e Avengers Assemble.
- Il personaggio è uno degli antagonisti della miniserie animata Ant-Man.